# Campeonato Mundial de Voleibol Femenino de 1994
El 1994 FIVB Campeonato Mundial de Voleibol Femenino fue la duodécima edición del torneo organizado por la Federación Mundial, FIVB. Se llevó a cabo en São Paulo y Belo Horizonte, Brasil del 17 al 30 de octubre de 1994. 

## Equipos
Grupo A – Belo Horizonte
 Brasil
 Alemania
 Rumania
 Corea del Sur
Grupo B – São Paulo
 Azerbaiyán
 Cuba
 Países Bajos
 Perú
Grupo C – Belo Horizonte
 China
 Italia
 Rusia
 Ucrania
Grupo D – São Paulo
 República Checa
 Japón
 Kenia
 Estados Unidos

## Ronda preliminar

### Grupo A
|    | Team          | Points | G | W | L | PW | PL | Ratio | SW | SL | Ratio |
| -- | ------------- | ------ | - | - | - | -- | -- | ----- | -- | -- | ----- |
| 1. | Brasil        | 6      | 3 | 3 | 0 |    |    | 2.266 | 9  | 1  | 9.000 |
| 2. | Alemania      | 5      | 3 | 2 | 1 |    |    | 1.198 | 6  | 3  | 2.000 |
| 3. | Corea del Sur | 4      | 3 | 1 | 2 |    |    | 1.051 | 4  | 6  | 0.666 |
| 4. | Rumania       | 3      | 3 | 0 | 3 |    |    | 0.222 | 0  | 9  | 0.000 |

- Lunes 17 de octubre

|          |       |               |                   |  |
| Alemania | 3 – 0 | Corea del Sur | 16-14 15-10 16-14 |  |
| Brasil   | 3 – 0 | Rumania       | 15-2 15-2 15-3    |  |

- Martes 18 de octubre

|               |       |          |                 |  |
| Corea del Sur | 3 – 0 | Rumania  | 15-2 15-3 15-10 |  |
| Brasil        | 3 – 0 | Alemania | 15-5 15-7 15-5  |  |

- Miércoles 19 de octubre

|               |       |         |                       |  |
| Alemania      | 3 – 0 | Rumania | 15-2 15-2 15-4        |  |
| Corea del Sur | 1 – 3 | Brasil  | 15-10 10-15 7-15 8-15 |  |

### Grupo B
|    | Team         | Points | G | W | L | PW | PL | Ratio | SW | SL | Ratio |
| -- | ------------ | ------ | - | - | - | -- | -- | ----- | -- | -- | ----- |
| 1. | Cuba         | 6      | 3 | 3 | 0 |    |    | 1.985 | 9  | 0  | MAX   |
| 2. | Países Bajos | 5      | 3 | 2 | 1 |    |    | 1.204 | 6  | 4  | 1.500 |
| 3. | Azerbaiyán   | 4      | 3 | 1 | 2 |    |    | 0.856 | 4  | 6  | 0.666 |
| 4. | Perú         | 3      | 3 | 0 | 3 |    |    | 0.489 | 0  | 9  | 0.000 |

- Lunes 17 de octubre

|              |       |            |                       |  |
| Países Bajos | 3 – 1 | Azerbaiyán | 15-8 15-5 11-15 15-10 |  |
| Cuba         | 3 – 0 | Perú       | 15-9 15-1 15-5        |  |

- Martes 18 de octubre

|            |       |              |                  |  |
| Cuba       | 3 – 0 | Países Bajos | 15-4 15-9 15-10  |  |
| Azerbaiyán | 3 – 0 | Perú         | 15-12 15-13 15-6 |  |

- Miércoles 19 de octubre

|              |       |            |                 |  |
| Cuba         | 3 – 0 | Azerbaiyán | 15-9 15-9 15-12 |  |
| Países Bajos | 3 – 0 | Perú       | 15-8 15-7 15-5  |  |

### Grupo C
|    | Team    | Points | G | W | L | PW | PL | Ratio | SW | SL | Ratio |
| -- | ------- | ------ | - | - | - | -- | -- | ----- | -- | -- | ----- |
| 1. | China   | 6      | 3 | 3 | 0 |    |    | 1.349 | 9  | 2  | 4.500 |
| 2. | Rusia   | 5      | 3 | 2 | 1 |    |    | 1.067 | 6  | 4  | 1.500 |
| 3. | Ucrania | 4      | 3 | 1 | 2 |    |    | 0.981 | 5  | 8  | 0.625 |
| 4. | Italia  | 3      | 3 | 0 | 3 |    |    | 0.719 | 3  | 9  | 0.333 |

- Lunes 17 de octubre

|       |       |         |                        |  |
| China | 3 – 1 | Italia  | 8-15 15-3 16-14 15-5   |  |
| Rusia | 3 – 1 | Ucrania | 8-15 16-14 15-13 15-11 |  |

- Martes 18 de octubre

|         |       |        |                           |  |
| China   | 3 – 0 | Rusia  | 15-13 15-12 15-3          |  |
| Ucrania | 3 – 2 | Italia | 15-4 5-15 4-15 15-6 15-12 |  |

- Miércoles 19 de octubre

|       |       |         |                       |  |
| Rusia | 3 – 0 | Italia  | 15-7 15-9 15-5        |  |
| China | 3 – 1 | Ucrania | 15-8 15-10 3-15 15-11 |  |

### Grupo D
|    | Team            | Points | G | W | L | PW | PL | Ratio | SW | SL | Ratio |
| -- | --------------- | ------ | - | - | - | -- | -- | ----- | -- | -- | ----- |
| 1. | Estados Unidos  | 6      | 3 | 3 | 0 |    |    | 2.611 | 9  | 1  | 9.000 |
| 2. | Japón           | 5      | 3 | 2 | 1 |    |    | 1.649 | 7  | 3  | 2.333 |
| 3. | República Checa | 4      | 3 | 1 | 2 |    |    | 0.670 | 3  | 6  | 0.500 |
| 4. | Kenia           | 3      | 3 | 0 | 3 |    |    | 0.230 | 0  | 9  | 0.000 |

- Lunes 17 de octubre

|                |       |                 |                |  |
| Estados Unidos | 3 – 0 | Kenia           | 15-2 15-7 15-4 |  |
| Japón          | 3 – 0 | República Checa | 15-7 15-9 15-2 |  |

- Martes 18 de octubre

|                |       |                 |                |  |
| Estados Unidos | 3 – 0 | República Checa | 15-2 15-1 15-1 |  |
| Japón          | 3 – 0 | Kenia           | 15-1 15-3 15-4 |  |

- Miércoles 19 de octubre

|                 |       |       |                     |  |
| República Checa | 3 – 0 | Kenia | 15-7 15-3 15-0      |  |
| Estados Unidos  | 3 – 1 | Japón | 15-8 6-15 15-7 15-7 |  |

## Ronda final

### Por el 1° y 3° puesto
|  | Cuartos de final          | Cuartos de final          |                           |               | Semifinales            | Semifinales            |  |  | Final                     | Final |
|  |                           |                           |                           |               |                        |                        |  |  |                           |       |
|  | 27 de octubre - Sao Paulo |                           |                           |               |                        |                        |  |  |                           |       |
|  |                           |                           |                           |               |                        |                        |  |  |                           |       |
|  | Cuba                      | 3                         |                           |               |                        |                        |  |  |                           |       |
|  | Cuba                      | 3                         | 29 de octubre – Sao Paulo |               |                        |                        |  |  |                           |       |
|  | Alemania                  | 0                         |                           |               |                        |                        |  |  |                           |       |
|  | Alemania                  | 0                         | Cuba                      | 3             |                        |                        |  |  |                           |       |
|  | 27 de octubre - Sao Paulo |                           | Cuba                      | 3             |                        |                        |  |  |                           |       |
|  |                           | Corea del Sur             | 0                         |               |                        |                        |  |  |                           |       |
|  | Corea del Sur             | Corea del Sur             | 0                         | 3             |                        |                        |  |  |                           |       |
|  | Corea del Sur             |                           | 30 de octubre – Sao Paulo | 3             |                        |                        |  |  |                           |       |
|  | China                     | 1                         |                           |               |                        |                        |  |  |                           |       |
|  | China                     | 1                         | Brasil                    | 0             |                        |                        |  |  |                           |       |
|  | 27 de octubre - Sao Paulo |                           | Brasil                    | 0             |                        |                        |  |  |                           |       |
|  |                           | Cuba                      | 3                         |               |                        |                        |  |  |                           |       |
|  | Brasil                    | Cuba                      | 3                         | 3             |                        |                        |  |  |                           |       |
|  | Brasil                    | 29 de octubre – Sao Paulo |                           | 3             |                        |                        |  |  |                           |       |
|  | Japón                     | 0                         |                           |               |                        |                        |  |  |                           |       |
|  | Japón                     | 0                         | Brasil                    | 3             | Tercer y cuarto puesto | Tercer y cuarto puesto |  |  |                           |       |
|  | 27 de octubre - Sao Paulo |                           | Brasil                    | 3             | Tercer y cuarto puesto | Tercer y cuarto puesto |  |  |                           |       |
|  |                           | Rusia                     | 2                         |               |                        |                        |  |  |                           |       |
|  | Rusia                     | Rusia                     | 2                         | 3             | Rusia                  | 3                      |  |  |                           |       |
|  | Rusia                     |                           |                           | 3             | Rusia                  | 3                      |  |  |                           |       |
|  | Estados Unidos            | 1                         |                           | Corea del Sur | 1                      |                        |  |  |                           |       |
|  | Estados Unidos            | 1                         |                           |               | 1                      |                        |  |  |                           |       |
|  |                           |                           |                           |               |                        |                        |  |  | 30 de octubre – Sao Paulo |       |
|  |                           |                           |                           |               |                        |                        |  |  |                           |       |

## Estadísticas Finales
| Lugar | Equipo          |
| ----- | --------------- |
| 1.    | Cuba            |
| 2.    | Brasil          |
| 3.    | Rusia           |
| 4.    | Corea del Sur   |
| 5.    | Alemania        |
| 6.    | Estados Unidos  |
| 7.    | Japón           |
| 8.    | China           |
| 9.    | República Checa |
| 10.   | Azerbaiyán      |
| 11.   | Ucrania         |
| 12.   | Países Bajos    |
| 13.   | Perú            |
| 14.   | Italia          |
| 15.   | Rumania         |
| 16.   | Kenia           |

## Premios individuales
- Jugador Más Valioso:
  - Regla Torres  Cuba

- Mejor atacante: 
  - Mireya Luis  Cuba

- Mejor Bloqueador: 
  - Regla Torres  Cuba

- Mejor Servidor: 
  - Tomoko Yoshihara  Japón

- Mejor Buscadora: 
  - Park Soo-Jeong  Corea del Sur

- Mejor Colocadora: 
  - Tatyana Gracheva  Rusia

- Mejor Receptora: 
  - Cui Yongmei  China

- Mejor Tanteadora: 
  - Elena Batukhtina  Rusia